# ぜったい絶頂☆性器の大発明!! ─処女を狙う学園道具多発エロ─
『ぜったい絶頂☆性器の大発明!! ─処女を狙う学園道具多発エロ─』（ぜったいぜっちょう せいきのだいはつめい おとめをねらうがくえんどうぐたはつえろ）は2011年3月31日にsofthouse-seal GRANDEEより発売されたアダルトゲーム。
当初3月25日発売予定だったが、「生産と物流に関する事情」により1週間延期された。

## 概要
softhouse-sealのフルプライスブランドsofthouse-seal GRANDEE第2作。softhouse-sealより2009年7月24日に発売された『轟け性紀の大発明 愛と怒りと悲しみの秘密結社第二科学部』の一つのルートのアフターストーリーとなっており、前作の主人公が本作品では学園長となっている。
ゲームの大まかな流れは、まず学園を支配してからアイテムを開発しヒロインたちを襲うというものである。
発明品が完成することでそれを用いたHシーンを見ることができ、様々なシチュエーションを愉しむことができる。なお、発明品の中には『むだむだ時間』といった漫画などのパロディなども存在する。
Hシーンにも力を入れており、視点変更や局部のズームなどにも対応している。

## ストーリー
学園の科学部に所属する大宮司 峡哉は、発明の才能には長けていたものの、発明品が奇抜すぎるうえ体育以外の教科の成績が悪かったため、体力バカと揶揄られていた。
ある日、「全国発明甲子園」に応募するも、その奇抜さが災いして失格となり出場することができなかった。このことがきっかけで日頃の不満が爆発した彼は、ダーク総統を名乗り「第二科学部」を立ち上げ、世間に復讐することを誓った。
当初彼の野望は裏から学園を支配するというものだったが、その野望はだんだん助平なものになっていき、周りの女性たちを巻き込んでいった。

## 登場人物

### 主人公
大宮司狭哉（だいぐうじ きょうや）
学園長である大宮司狭介の息子。現実離れした発明品を作る一方、自己主張に激しく行動力に溢れ、困った方向に暴走する性格。己の野望達成のため、ダーク総統を名乗って第二科学部を設立する。

### ヒロイン
笹ノ瀬風璃（ささのせ かざり）
声-朝倉奏美
身長:143cm
3サイズ:B80・W50・H78
狭哉のクラスメイト。単純で人懐っこい性格と小柄なため、周囲から恋人より小動物を愛でる感覚で可愛いと評されている。その性格を利用出来ると見込まれ、狭哉にセカンドサイエンサー（戦闘員）1号として第二科学部に入部させられる。
高良月乃（たから つきの）
声-榊木春乃
身長:160cm
3サイズ:B89・W58・H82
狭哉の近所に住んでいる幼馴染みのお姉さん。成績優秀、スポーツ万能、社交的で信頼も厚い完璧な生徒会長だが、普段は猫を被っており、本性はドSで、狭哉にとってラスボス的存在。
水原さらら（みずはら さらら）
声-春河あかり
身長:153cm
3サイズ:B74・W53・H76
風璃の1つ年下の幼馴染み。
佐原空希（さはら あき）
声-飯野汐里
身長:158cm
3サイズ:B92・W59・H85
存在感が乏しく、大人しく自己主張のできない狭哉と風璃のクラスメイト。偶然、第二科学部の騒動の現場に遭遇し、それが原因で加害者に加えてしまおうという魂胆で第二科学部に強引に入部させられる。
公式サイトで行われた第1回人気投票では1位を獲得した。
中平唄葉（なかひら うたは）
声-ヒマリ
身長:160cm
3サイズ:B84・W60・H84
狭哉達のクラス担任。新任早々、問題児の狭哉のいるクラスの担任として、気苦労が耐えずにいる。
長谷川陽波（はせがわ ひなみ）
声-のらのねこ
身長:155cm
3サイズ:B78・W56・H76
さららのクラスメイトの友達
不知火輝穂（しらぬい かがほ）
声-大葉じゅん
身長:156cm
3サイズ:B80・W56・H78
狭哉と同じ学年で、会長である月乃を慕う生徒会副会長。

### 男性キャラクター
大宮司狭介（だいぐうじ きょうすけ）
狭哉の父親で、現花畑学園の学園長。

## スタッフ
- シナリオ:草薙、水無月セツオ
- 原画
  - 2-G：風璃、月乃、空希、唄葉、陽波
  - とらのすけ：さらら、輝穂
- BGM:山下航生
- 主題歌:気分は大発明♪
  - 作詞:うるるん
  - 作曲/編曲:中村いっき
  - 歌:ワンダーストロベリー☆F
  - ボーカル:藤原鞠菜

## 評価
ゲームライター・カズオはアダルトゲーム情報サイトGame-Styleで、「この作品には女の子を襲う場面が多いが、悲壮感がなく、おバカなノリで最後まで楽しめた」と評している。